# 中野区立塔山小学校
中野区立塔山小学校（なかのくりつ とうのやましょうがっこう）は東京都中野区中央1丁目にある区立小学校。

## 沿革
出典
- 1926年（大正15年）
  - 3月31日 -  豊多摩郡中野町立桃園第五尋常小学校として創立。
  - 4月1日 - 開校。桃園尋常小学校及び桃園第二尋常小学校から分離収容し、開校する。
  - 4月22日 - この日（4月22日）を開校記念日と定める。
- 1932年（昭和7年）10月1日 - 中野町の東京市への合併により、東京市桃園第五尋常小学校と改称。
- 1941年（昭和16年）4月1日 - 国民学校令により、東京市塔山国民学校と改称。
- 1943年（昭和18年）7月1日 - 東京市と東京府が統合した東京都発足（東京都制施行）により、東京都塔山国民学校と改称。
- 1945年（昭和20年）5月20日 -  戦災により、本校校舎全焼。
- 1947年（昭和22年）
  - 4月1日 - 学制改革により、中野区立塔山小学校と改称。
  - 5月30日 - 仮校舎新築落成。
- 1950年（昭和25年）3月31日 - 本建築二階建て第五教室落成。
- 1954年（昭和29年）3月15日 - プール落成。
- 1955年（昭和30年）1月26日 - 2回にわたる増築により、校舎完成。
- 1965年（昭和40年）10月23日 - 創立40周年記念式典挙行。
- 1967年（昭和42年）2月25日 - 体育館落成。
- 1971年（昭和46年）11月1日 - 情緒障害学級（とうのやま学級）開設。
- 1975年（昭和50年）11月8日 - 創立50周年記念式典挙行。
- 1985年（昭和60年）11月2日 - 創立60周年記念式典挙行。
- 1995年（平成7年）10月21日 - 創立70周年記念式典挙行。
- 2005年（平成17年）
  - 5月 - 保護者による地域パトロール開始。
  - 11月12日 - 開校80周年記念式典挙行。
- 2007年（平成19年）
  - 4月 - キッズプラザ準備開始。
  - 8月 - 岩井臨海学園、単独実施。
- 2008年（平成20年）
  - 4月 - 二学期制開始。
  - 10月 - キッズプラザ開設。
- 2015年（平成27年）
  - 3月 - 開校90周年。
  - 11月21日 - 開校90周年記念式典挙行[5]。

## 通学区域と進学先中学校
出典

### 通学区域
- 中央1丁目（全域）
- 中央2丁目（1番～30番・33番・34番・45番）
- 東中野1丁目（全域）
- 東中野2丁目（1番～8番・17番～28番）

### 進学先中学校
公立中学校に進学する場合
- 中野区立中野東中学校

## アクセス
- 関東バス「中01」系統で、
  - 「宮下交差点」（中野駅行のみ停車）停留所下車後、徒歩約35m・約1分。
  - 「東中野二丁目」（新宿駅行のりば）停留所下車後、徒歩約145m・約3分。
    - なお、「東中野二丁目」停留所は、中野駅行も停車するが、「宮下交差点」停留所で下車するより、6倍以上の距離（約225m）となる。
- JR東日本中央線東中野駅（西口）から、徒歩約690m・約11分。
- 都営地下鉄大江戸線
  - 中野坂上駅（A2出口）から、徒歩約430m・約7分。
  - 中野駅（A1出口）から、徒歩約715m・約11分。
- 東京メトロ丸ノ内線中野坂上駅（2番出口）から、徒歩約530m・約9分。

## 学校周辺
- 桃園川緑道 - 学校正門が沿道にある緑道
- 東京都道317号環状六号線（山手通り）
- 東京都道433号神楽坂高円寺線（大久保通り）
  - 上記2路線は、学校付近で交差する。
- 首都高速道路中央環状線
- 都営地下鉄大江戸線
  - 上記2路線は、学校付近では、都道317号線の地下を通る。
- ルーブル中野坂上 - 敷地が隣接。
- 中野坂上パークホームズ - 中野区道をはさんで、敷地が隣接。
  - なお、上記住宅施設以外のマンションやアパートなども点在する。
- 中野中央一丁目郵便局
- 中野区東部地域事務所
  - 東部区民センター
- 東京消防庁中野消防署宮園出張所
- 中野氷川神社